# ماکسارانگواپه
ماکسارانگواپه (به پرتغالی: Maxaranguape) یک شهرستان در برزیل است که در ریو گرانده شمالی واقع شده‌است.